# Шевчук Олександр
Олександр Шевчук (псевдо: Кіндрат; 25 листопада 1920, Підгірці, Грубешівський повіт, Польща — 26 лютого 1946, біля с. Ліски, Грубешівський повіт, Люблінське воєводство, Польща) — лицар Бронзового хреста бойової заслуги УПА.

## Життєпис
Освіта — 7 класів народної школи. За фахом — молочар. Відбув строкову службу у Польській армії. В роки німецької окупації займався молочарством. У лавах УПА з травня 1944 р. Відбув підстаршинський вишкіл. Стрілець куреня «Ема» (?-11.1944), стрілець, зв'язковий а відтак командир 1-го рою і одночасно заступник сотенного сотні УПА «Вовки» (11.1944-02.1946). Загинув у бою з військами НКВС. Похований у спільній могилі на Білостоці.
Вістун (?), булавний (1.01.1946) УПА; відзначений Бронзовим хрестом бойової заслуги (28.08.1945).